# Lac Surprise
Lac Surprise är en sjö i Kanada.   Den ligger i regionen Nord-du-Québec och provinsen Québec, i den östra delen av landet, 400 km norr om huvudstaden Ottawa. Lac Surprise ligger 368 meter över havet. Arean är 66 kvadratkilometer. Den sträcker sig 12,9 kilometer i nord-sydlig riktning, och 16,2 kilometer i öst-västlig riktning.
Trakten runt Lac Surprise är nära nog obefolkad, med mindre än två invånare per kvadratkilometer.